# كارل دبليو. أكيرمان
كارل دبليو. أكيرمان (بالإنجليزية: Carl W. Ackerman)‏ هو كاتب وصحفي أمريكي، ولد في 16 يناير 1890 في ريتشموند في الولايات المتحدة، وتوفي في 9 أكتوبر 1970 في نيويورك في الولايات المتحدة.